# Leucanopsis
Leucanopsis är ett släkte av fjärilar. Leucanopsis ingår i familjen björnspinnare.

## Dottertaxa tillLeucanopsis, i alfabetisk ordning[1]
- Leucanopsis acuta
- Leucanopsis affinella
- Leucanopsis affinis
- Leucanopsis ahysa
- Leucanopsis alarica
- Leucanopsis angulata
- Leucanopsis apicepunctata
- Leucanopsis athor
- Leucanopsis aurantiaca
- Leucanopsis aurata
- Leucanopsis austina
- Leucanopsis azadina
- Leucanopsis bactris
- Leucanopsis batesi
- Leucanopsis biedala
- Leucanopsis bipartita
- Leucanopsis boliviana
- Leucanopsis calvona
- Leucanopsis cedon
- Leucanopsis chesteria
- Leucanopsis cirphis
- Leucanopsis cirphoides
- Leucanopsis cloisa
- Leucanopsis coniata
- Leucanopsis coniota
- Leucanopsis contempta
- Leucanopsis cuneipuncta
- Leucanopsis curta
- Leucanopsis dallipa
- Leucanopsis daltoni
- Leucanopsis democrata
- Leucanopsis dinellii
- Leucanopsis dissimilis
- Leucanopsis dogniniana
- Leucanopsis domara
- Leucanopsis ephrem
- Leucanopsis epinephete
- Leucanopsis falacra
- Leucanopsis falacroides
- Leucanopsis fassli
- Leucanopsis flavorufa
- Leucanopsis fuscosa
- Leucanopsis grota
- Leucanopsis guascana
- Leucanopsis hadenoides
- Leucanopsis hoffmannsi
- Leucanopsis huacina
- Leucanopsis huaco
- Leucanopsis infucata
- Leucanopsis ishima
- Leucanopsis joasa
- Leucanopsis jonesi
- Leucanopsis lacteogrisea
- Leucanopsis lecourti
- Leucanopsis leucanina
- Leucanopsis lineata
- Leucanopsis liparoides
- Leucanopsis loisana
- Leucanopsis lomara
- Leucanopsis longa
- Leucanopsis louella
- Leucanopsis lua
- Leucanopsis lurida
- Leucanopsis luridioides
- Leucanopsis maccessoya
- Leucanopsis mailula
- Leucanopsis malodonta
- Leucanopsis manada
- Leucanopsis mancina
- Leucanopsis mandus
- Leucanopsis marimba
- Leucanopsis martona
- Leucanopsis misona
- Leucanopsis moeschleri
- Leucanopsis nayapana
- Leucanopsis nebulosa
- Leucanopsis nimbiscripta
- Leucanopsis nonagrioides
- Leucanopsis notodontina
- Leucanopsis nubilosus
- Leucanopsis oblonga
- Leucanopsis obvia
- Leucanopsis ochracea
- Leucanopsis orooca
- Leucanopsis oruba
- Leucanopsis oruboides
- Leucanopsis otho
- Leucanopsis perdentata
- Leucanopsis perdita
- Leucanopsis perirrorata
- Leucanopsis phellia
- Leucanopsis pohli
- Leucanopsis polydonta
- Leucanopsis polyodonta
- Leucanopsis potamia
- Leucanopsis pseudoconiata
- Leucanopsis pseudofalacra
- Leucanopsis pseudomanda
- Leucanopsis ptenostomoides
- Leucanopsis pterostomoides
- Leucanopsis pulverea
- Leucanopsis pulveria
- Leucanopsis pulverulenta
- Leucanopsis quadrata
- Leucanopsis quanta
- Leucanopsis racema
- Leucanopsis rhomboidea
- Leucanopsis rosetta
- Leucanopsis rufoochracea
- Leucanopsis sablona
- Leucanopsis setosa
- Leucanopsis siegruna
- Leucanopsis similis
- Leucanopsis soldina
- Leucanopsis sporina
- Leucanopsis squalida
- Leucanopsis sthenia
- Leucanopsis stipulata
- Leucanopsis stipulatoides
- Leucanopsis strigulosa
- Leucanopsis stuarti
- Leucanopsis suavina
- Leucanopsis subnebulosa
- Leucanopsis subterranea
- Leucanopsis suffusa
- Leucanopsis syggenes
- Leucanopsis tabernilla
- Leucanopsis tanamo
- Leucanopsis taperana
- Leucanopsis terola
- Leucanopsis terranea
- Leucanopsis toledana
- Leucanopsis truncata
- Leucanopsis turrialba
- Leucanopsis umbrina
- Leucanopsis umbrosa
- Leucanopsis valentina
- Leucanopsis vangetta
- Leucanopsis velivolans
- Leucanopsis venezuelensis
- Leucanopsis wetmorei
- Leucanopsis violascens
- Leucanopsis zacualpana
- Leucanopsis zozinna